# Johan Erikson
Johan Erikson, född 20 januari 1985 i Falun, Sverige är en svensk tidigare backhoppare, som representerade Holmens IF.

## Karriär
Johan Erikson hade sin bästa säsong 2003/2004, då han hade flera placeringar bland de 20 bästa i världscupen. 2004 blev Johan förste svensk över 200 meter då han flög 202 meter i Oberstdorfs skidflygningsbacke. Hoppet är hans personbästa i skidflygning. 
Inför säsongen 2004/2005 bytte Sverige tränare och sedan gick det tungt för Erikson innan han i Planica 2007 tillsammans med Isak Grimholm överraskade backhoppningsvärlden genom att hoppa långt i skidflygning. Han hoppade bland annat 201 meter i skidflygningsbacken i Planica.
Under säsongen 2008/2009 kom Johan tillbaka och plockade åter världscuppoäng i ett par tävlingar. Dessutom hade han många fina hopp bland de bästa i världscupen i enstaka tävlingar. Johan Erikson tävlade 4 säsonger i världscupen. Han blev nummer 38 i sin bästa världscupsäsong (2003/2004). 
I skidflygningsvärldscupen blev Erikson som bäst nummer 42 säsongen 2008/2009. Han blev även nummer 42 sammanlagt i tysk-österrikiska backhopparveckan samma säsong. 2004 blev han nummer 26 sammanlagt i Nordic Tournament (svenska: Nordiska turneringen) och nummer 34 sammanlagt i Sommar-Grand-Prix (Grand Prix i backhoppning). 
Mellan 2003 och 2006 har Johan Erikson vunnit 6 guldmedaljer i svenska mästerskap, två i normalbacken och fyra i stora backen.
I kvalet till VM-tävlingen i normalbacke i Liberec i Tjeckien var Johan 5:a bland samtliga hoppare.
Johan Erikson avslutade sin aktiva backhoppskarriär 2009.